# Biserica „Sfinții Constantin și Elena” din Ghiliceni
Biserica „Sf. Constantin și Elena” este o biserică amplasată în Ghiliceni, raionul Telenești, Republica Moldova. Este un monument arhitectural de importanță națională inclus în Registrul monumentelor Republicii Moldova ocrotite de stat cu nr. 1502 (raionul Telenești). Datează din sec. XIX.